# (28513) Guo
(28513) Guo est un astéroïde de la ceinture principale.

## Description
(28513) Guo est un astéroïde de la ceinture principale. Il fut découvert le 5 février 2000 à Kitt Peak par Marc W. Buie. Il présente une orbite caractérisée par un demi-grand axe de 2,40 UA, une excentricité de 0,21 et une inclinaison de 2,7° par rapport à l'écliptique.

## Compléments